# Placido Fabris
Placido Fabris, né le 26 août 1802 à Pieve d'Alpago près de Belluno et mort le 7 décembre 1859 à Venise, est un peintre italien.

## Biographie
Placido Fabris, fils de Francesco Fabris et Giacomina Bortoluzzi, né à Pieve d'Alpago en Vénétie le 26 août 1802, suit les cours de l'Académie des Beaux-Arts de Venise ; il reçoit des prix de l'Académie en 1817, 1819 et 1822.

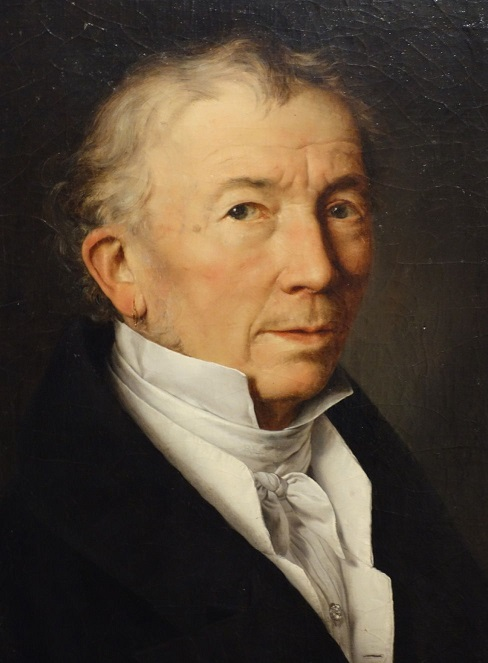
Portrait de Gaspare Craglietto, huile sur toile, Museo civico di Palazzo Fulcis, Belluno

Il pratique le genre du portrait, participe à la réalisation de restaurations de peintures anciennes pour les églises de Venise et reçoit des commandes pour des copies de tableaux (le tsar Nicolas Ier lui passe commande d'une copie d'un tableau de Titien).
Il meurt le 7 décembre 1859 à Venise.